# Gil de Ferran
Gil de Ferran (Parigi, 11 novembre 1967 – Opa-locka, 29 dicembre 2023) è stato un pilota automobilistico brasiliano, campione del mondo nella Champ Car nel 2000 e nel 2001 e vincitore della 500 Miglia di Indianapolis 2003.

## Carriera
Gil de Ferran iniziò la propria carriera nei kart negli anni '80. Dopo aver corso in Formula Ford nel 1991 fece il suo debutto nella F3 britannica. Dopo aver concluso la sua prima stagione al terzo posto con tre successi, nel 1992 il brasiliano vinse il campionato di categoria.
Passò quindi l'anno seguente in Formula 3000 con la Stewart e ottenne un successo alla seconda gara, concludendo quarto in classifica piloti. A fine anno il brasiliano testò poi una Arrows per un eventuale ingresso in Formula 1, ma al termine della giornata di test de Ferran cadde a terra e batté la testa mentre camminava nel motorhome, compromettendo così la promozione. Nel 1994 migliorò i suoi risultati in F3000 giungendo terzo.
Venne poi invitato da Jim Hall, pilota e proprietario di un team nelle Champ Car, a prendere parte al campionato americano. Senza offerte da parte di team di Formula 1 de Ferran accettò l'offerta e, durante la sua prima stagione, vinse il titolo di miglior debuttante dell'anno, conquistando un successo all'ultima gara.
Negli anni seguenti il brasiliano migliorò i propri risultati, giungendo secondo nel 1997, pur senza vincere nessuna gara. Nel 1998 e nel 1999 peggiorarono le prestazioni e de Ferran non andò oltre una vittoria a Portland.

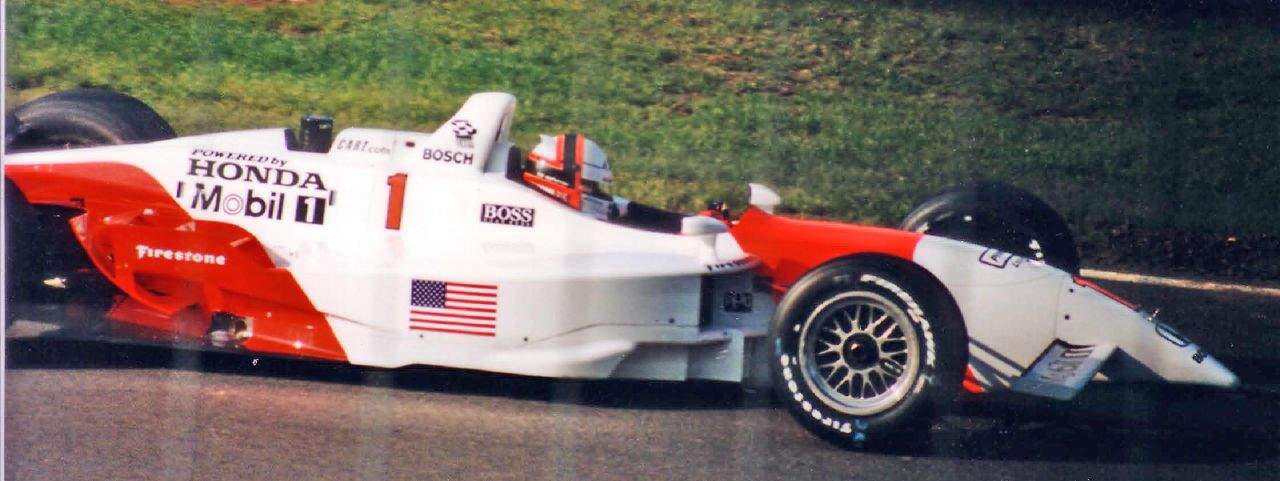
Gil de Ferran alla guida della Penske nel 2001

Con il passaggio alla Penske nel 2000 il pilota brasiliano conquistò due titoli mondiali, prima di abbandonare la categoria CART a fine 2001.
Il 28 ottobre 2000, durante le qualifiche della gara Marlboro 500 disputatesi presso il California Speedway, de Ferran segnò il giro più veloce ad una media record di 388,537 km/h, si tratta del primato mondiale del giro con la velocità media più elevata mai stabilita in qualsiasi competizioni in circuito chiuso.
Nel 2002 avviene il passaggio alla IRL con Penske, ma nella gara sul circuito di Chicago ebbe un brutto incidente dove diede forfait alle ultime gare della stagione. Nel 2003 vince la 500 Miglia di Indianapolis, a fine stagione annuncia il ritiro dalle corse
Nel 2005 il brasiliano fu eletto direttore sportivo della BAR, ma lasciò l'incarico a fine 2007.
Nel 2008 de Ferran ha invece annunciato la partecipazione del suo team alla American Le Mans Series.
Da luglio 2018 è direttore sportivo della McLaren in Formula 1, sostituendo Éric Boullier. Lascia il team nel 2021.
Muore il 29 dicembre 2023, all'età di 56 anni, colto da infarto mentre era alla guida di un prototipo, in occasione ad un evento privato con suo figlio Luke al Concours Club di Opa-locka, Florida.